# White Band Day
Der White Band Day wurde weltweit zum ersten Mal am 1. Juli 2005 begangen. An diesem Tag trugen viele Menschen ein weißes Band und Gebäude wurden mit einem weißen Band eingehüllt. Das weiße Band sollte eine Nachricht an die Vertreter der G8-Staaten sein, die sich am 6. Juli 2005 zu zum G8-Gipfel in Gleneagles in Schottland trafen.
Das weiße Band ist das Symbol für die gemeinsame globale Kampagne zur Überwindung der Armut. Es wird von Förderern der Kampagne Deine Stimme gegen Armut auf der ganzen Welt getragen.

## Hintergrund
Von den Unterstützern der Aktion werden drei Hauptpunkte gefordert:
- Schuldenerlass für die Länder der Dritten Welt
- bessere Hilfe für die Menschen in diesen Ländern
- freier Handel für alle Staaten (Wegfall von Beschränkungen wie hohen Zöllen)

## Aktionen

### 1. Juli 2005
- Tragen von weißen Bändern
- Umhüllen von Gebäuden

### 2. Juli 2005
- Live-8-Konzerte in den folgenden Städten:
  - Barrie: u. a. Bryan Adams, Deep Purple, Run DMC
  - Berlin: Die Toten Hosen, Wir sind Helden, Söhne Mannheims, BAP, Audioslave, Juli, Green Day, Silbermond, Chris de Burgh, Brian Wilson, Renee Olstead, Sasha, a-ha, Daniel Powter, Joana Zimmer, Juan Diego Flórez, Reamonn, Faithless und Herbert Grönemeyer
  - Johannesburg: u. a. 4Peace Ensemble, Malaika, Zola
  - Moskau: u. a. Pet Shop Boys
  - London: u. a. Bob Geldof, Coldplay, Elton John, Madonna, Pink Floyd, REM, Robbie Williams, U2
  - Paris: u. a. The Cure, Placebo, Shakira
  - Philadelphia: u. a. Alicia Keys, Bon Jovi, Linkin Park, Stevie Wonder
  - Rom: u. a. Duran Duran, Faith Hill, Nek
  - Tokio: u. a. Björk, Def Tech, Good Charlotte

### 6. Juli 2005
- Treffen beim G8-Gipfel in Edinburgh – es werden 1 Mio. Menschen erwartet
  - White Band (Viele Menschen tragen ein weißes T-Shirt und bilden ein weißes Band, welches aus der Luft zu erkennen war) in der Innenstadt von Edinburgh
  - The Final Push – Konzert: u. a. Annie Lennox, Bob Geldof, Snow Patrol, Travis, The Corrs

### 17. Oktober 2006
Am 17. Oktober 2006, dem internationalen Tag der Armut, fand der nächste White Band Day statt, dieser Tag war ein Höhepunkt des am 16. September beginnenden Aktionsmonates.